# Trofeo Ciudad de Tarragona
El Trofeo Ciudad de Tarragona  Archivado el 16 de septiembre de 2014 en Wayback Machine.

 (Trofeu Ciutat de Tarragona en idioma catalán) es un torneo amistoso de fútbol, que organiza anualmente en España el Club Gimnàstic de Tarragona y que se celebra en el Nou Estadi.

## Historial
| Año  | Edición      | Campeón                | Subcampeón             | Resultado    |
| ---- | ------------ | ---------------------- | ---------------------- | ------------ |
| 2007 | I            | Athletic Club          | Gimnàstic de Tarragona | 2-0          |
| 2008 | II           | Gimnàstic de Tarragona | Vitesse Arnhem         | 3-1          |
| 2009 | III          | Villarreal CF          | Gimnàstic de Tarragona | 3-0          |
| 2010 | IV           | RCD Español            | Gimnàstic de Tarragona | 1-1          |
| 2011 | V            | UD Las Palmas          | Gimnàstic de Tarragona | 1-1          |
| 2012 | VI           | Gimnàstic de Tarragona | Villareal CF           | 1-0          |
| 2013 | VII          | Real Zaragoza          | Gimnàstic de Tarragona | 2-0          |
| 2016 | VIII         | Real Zaragoza          | Gimnàstic de Tarragona | 0-0          |
| 2017 | IX           | Gimnàstic de Tarragona | Real Zaragoza          | 2-1          |
| 2018 | X            | Gimnàstic de Tarragona | Real Zaragoza          | 1-0          |
| 2019 | XI           | Real Zaragoza          | Gimnàstic de Tarragona | 3-2          |
| 2020 | No disputado | -                      | -                      | -            |
| 2021 | XII          | Gimnàstic de Tarragona | Girona FC              | 2-1          |
| 2022 | XIII         | Gimnàstic de Tarragona | Real Zaragoza          | 3-3 (4-3 p.) |
| 2023 | XIV          | F.C. Andorra           | Gimnàstic de Tarragona | 2-1          |

## Palmarés
- Gimnàstic de Tarragona (6 Trofeos): 2008, 2012, 2017, 2018, 2021, 2022
- Real Zaragoza  (3 Trofeos): 2013, 2016, 2019
- Athletic Club (1 Trofeo): 2007
- Villarreal CF (1 Trofeo): 2009
- RCD Español  (1 Trofeo): 2010
- UD Las Palmas  (1 Trofeo): 2011
- FC Andorra  (1 Trofeo): 2023